# シャーリー・バッシー
シャーリー・バッシー（Dame Shirley Veronica Bassey DBE、1937年1月8日 - ）は、イギリス・ウェールズの歌手。女王エリザベス2世より大英帝国勲章デイム・コマンダーを授けられ、デイムの称号を有する。
1950年代中頃から活躍し、「20世紀後半のイギリスでもっとも人気のある女性歌手の一人」である。
アメリカ合衆国では、とりわけジェームズ・ボンド映画のテーマ曲を録音したことで知られており、複数のボンド作品のテーマ曲を歌った唯一の歌手である。ユネスコ平和芸術家も務めている。

## ディスコグラフィ

### 007主題歌および候補
- 『007 ゴールドフィンガー』 - Goldfinger（1964年）
- Thunderball （Mr. Kiss Kiss Bang Bang）（1965年） - 『007 サンダーボール作戦』主題歌として録音されたが、トム・ジョーンズが歌う別曲「サンダーボール」に変更された。
- We Have All the Time in the World（1969年） - 『女王陛下の007』挿入歌「愛はすべてを越えて」としてルイ・アームストロングが歌ったが、バッシーも同曲を録音している[6]。
- 『007 ダイヤモンドは永遠に」 -  Diamonds Are Forever（1971年）
- 『007 ムーンレイカー』 - Moonraker（1979年）
- Quantum of Solace（No Good About Goodbye）（2008年） - デヴィッド・アーノルド作曲でドン・ブラック作詞。『007/慰めの報酬』主題歌候補だったが、映画には不採用。

### シングル
- Burn My Candle（1956年） - バッシーの最初のシングル。 裏面はElisabeth Welchのカヴァー曲「Stormy Weather」。
- Kiss Me, Honey Honey, Kiss Me（1958年） - 最初のヒット曲（全英シングルチャート最高3位）。

## 日本公演
- 1975年
10月21日 日本武道館、24日 神奈川県立県民ホール、29日 神戸文化ホール、30日 京都会館、11月2日、3日 フェスティバルホール、4日 倉敷市民会館
- 1978年
11月11日 東京厚生年金会館、13日 神奈川県立県民ホール、15日、16日、17日 フェスティバルホール、19日、20日 福岡市民会館、22日 名古屋市民会館、24日 NHKホール、25日、28日 東京厚生年金会館、29日 神奈川県立県民ホール、12月1日 宮城県民会館、2日 郡山市民会館